# علية (أرومية)
علية (بالكردية: عەلیە) هي إحدى القرى التابعة لـمرغور في ريف قسم سيلوانه من مقاطعة أرومية، في محافظة أذربیجان الغربیة الإيرانية.

## السكان
حسب إحصاءات سنة 2006، بلغ إجمالي السكان في عليه 702 نسمة وعدد المساكن 113 مسكن. لغة سكان عليه هي اللغة الكردية و هم من أهل السنة والجماعة والمذهب الشافعي.